# Andreï Kobyla

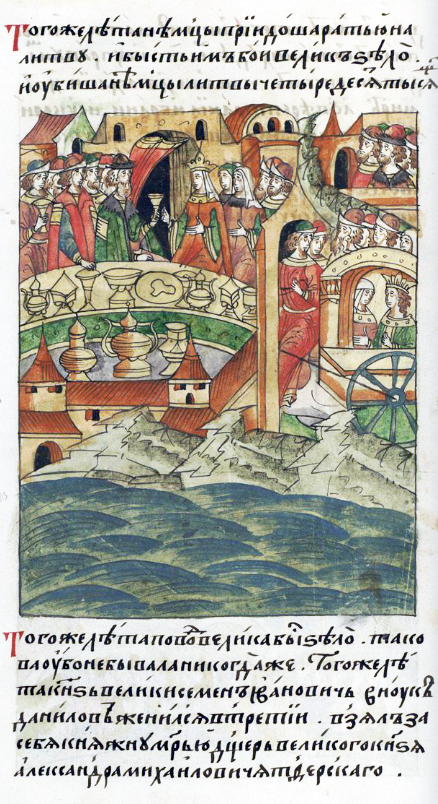
Chronique Russe : La même année, il y eut une grande inondation comme jamais auparavant. La même année, le grand-duc Siméon Ivanovitch, petit-fils de Danilov, se marie pour la troisième fois avec la princesse Maria, fille du grand-duc Alexandre Mikhaïlovitch Tverskoy. [Andrey Kobyla et Alexey Bosovolkov sont allés la chercher à Tver.

Andreï Ivanovitch Kobyla (en russe : Андрей Ива́нович Кобы́ла), mort vers 1347, est le plus ancien ancêtre connu de la dynastie des Romanov et de nombreuses familles nobles russes telle que la famille Cheremetiev.

## Biographie
Andreï Kobyla, mort vers 1347, est un boyard russe ayant vécu au cours des règnes des grands-princes de Moscou Ivan Ier Kalita (1288-1341) et Siméon Ier le Fier (1316-1353).
Il est le plus ancien ancêtre connu de la dynastie des Romanov, dynastie nommée d'après le prénom d'un des descendants d'André Kobyla, Roman Zakharine-Iourev, qui vécut au début du XVIe siècle et dont l'arrière-petit-fils, le tsar Michel fut le fondateur de la Maison Romanov.
Le nom d'Andreï Kobyla est cité dans les chroniques russes où il est mentionné qu'en 1347 il est envoyé à Tver par le grand-duc Siméon Ier pour faire la demande de mariage de la future troisième épouse du grand-duc, Maria Alexandrovna, fille du grand-prince Alexandre II de Vladimir.

## Descendance
- Fédor Andreïvitch Kobylin (en) (en russe : Фёдор Андре́евич Кобылин), surnommé Koshka (en russe : Ко́шка), plus jeune fils d'Andreï Kobyla. Les enfants de Fédor se nommeront par la suite Kochkine ;
- Roman Zakharine-Kochkin, descendant de Fédor Koshka, il est l'ancêtre de la dynastie des Romanov, nommée d'après son prénom : Roman ;
- Anastasia Romanovna, fille de Roman Zakharine-Kochkin, première femme du tsar Ivan IV le Terrible ;
- Michel Ier Romanov, arrière-petit-fils de Roman Zakharine-Kochkin, premier tsar de la dynastie des Romanov ;
- La famille Cheremetiev, grande famille de la noblesse russe dont sont issus plusieurs personnages célèbres, descendants de Fédor Koshka.

## Arbre généalogique simplifié de la descendance d'Andreï Kobyla
| Andreï Ivanovitch Kobyla             |                              |                              |                              |                              |                              |  |  |                                        |                                        |                                        |                                        |                                        |                                        |  |  |                     |                     |                     |                     |                     |                     |
|                                      |                              |                              |                              |                              |                              |  |  |                                        |                                        |                                        |                                        |                                        |                                        |  |  |                     |                     |                     |                     |                     |                     |
| Fédor Andreïvitch Kobylin            |                              |                              |                              |                              |                              |  |  |                                        |                                        |                                        |                                        |                                        |                                        |  |  |                     |                     |                     |                     |                     |                     |
|                                      |                              |                              |                              |                              |                              |  |  |                                        |                                        |                                        |                                        |                                        |                                        |  |  |                     |                     |                     |                     |                     |                     |
|                                      |                              |                              |                              |                              |                              |  |  |                                        |                                        |                                        |                                        |                                        |                                        |  |  |                     |                     |                     |                     |                     |                     |
| Ivan Fédorovitch Kochkine            | Ivan Fédorovitch Kochkine    | Ivan Fédorovitch Kochkine    | Ivan Fédorovitch Kochkine    | Ivan Fédorovitch Kochkine    | Ivan Fédorovitch Kochkine    |  |  | Famille Cheremetiev                    | Famille Cheremetiev                    | Famille Cheremetiev                    | Famille Cheremetiev                    | Famille Cheremetiev                    | Famille Cheremetiev                    |  |  |                     |                     |                     |                     |                     |                     |
| Ivan Fédorovitch Kochkine            | Ivan Fédorovitch Kochkine    | Ivan Fédorovitch Kochkine    | Ivan Fédorovitch Kochkine    | Ivan Fédorovitch Kochkine    | Ivan Fédorovitch Kochkine    |  |  | Famille Cheremetiev                    | Famille Cheremetiev                    | Famille Cheremetiev                    | Famille Cheremetiev                    | Famille Cheremetiev                    | Famille Cheremetiev                    |  |  |                     |                     |                     |                     |                     |                     |
| Zakhary Ivanovitch Kochkine          |                              |                              |                              |                              |                              |  |  |                                        |                                        |                                        |                                        |                                        |                                        |  |  |                     |                     |                     |                     |                     |                     |
|                                      |                              |                              |                              |                              |                              |  |  |                                        |                                        |                                        |                                        |                                        |                                        |  |  |                     |                     |                     |                     |                     |                     |
| Youri Zakharievitch Kochkine         |                              |                              |                              |                              |                              |  |  |                                        |                                        |                                        |                                        |                                        |                                        |  |  |                     |                     |                     |                     |                     |                     |
|                                      |                              |                              |                              |                              |                              |  |  |                                        |                                        |                                        |                                        |                                        |                                        |  |  |                     |                     |                     |                     |                     |                     |
| Roman Iourievitch Zakharine-Kochkine |                              |                              |                              |                              |                              |  |  |                                        |                                        |                                        |                                        |                                        |                                        |  |  |                     |                     |                     |                     |                     |                     |
|                                      |                              |                              |                              |                              |                              |  |  |                                        |                                        |                                        |                                        |                                        |                                        |  |  |                     |                     |                     |                     |                     |                     |
|                                      |                              |                              |                              |                              |                              |  |  |                                        |                                        |                                        |                                        |                                        |                                        |  |  |                     |                     |                     |                     |                     |                     |
| Nikita Romanovitch Zakharine         | Nikita Romanovitch Zakharine | Nikita Romanovitch Zakharine | Nikita Romanovitch Zakharine | Nikita Romanovitch Zakharine | Nikita Romanovitch Zakharine |  |  | Anastasia Romanovna Zakharina-Iourieva | Anastasia Romanovna Zakharina-Iourieva | Anastasia Romanovna Zakharina-Iourieva | Anastasia Romanovna Zakharina-Iourieva | Anastasia Romanovna Zakharina-Iourieva | Anastasia Romanovna Zakharina-Iourieva |  |  | Ivan IV Le Terrible | Ivan IV Le Terrible | Ivan IV Le Terrible | Ivan IV Le Terrible | Ivan IV Le Terrible | Ivan IV Le Terrible |
| Nikita Romanovitch Zakharine         | Nikita Romanovitch Zakharine | Nikita Romanovitch Zakharine | Nikita Romanovitch Zakharine | Nikita Romanovitch Zakharine | Nikita Romanovitch Zakharine |  |  | Anastasia Romanovna Zakharina-Iourieva | Anastasia Romanovna Zakharina-Iourieva | Anastasia Romanovna Zakharina-Iourieva | Anastasia Romanovna Zakharina-Iourieva | Anastasia Romanovna Zakharina-Iourieva | Anastasia Romanovna Zakharina-Iourieva |  |  | Ivan IV Le Terrible | Ivan IV Le Terrible | Ivan IV Le Terrible | Ivan IV Le Terrible | Ivan IV Le Terrible | Ivan IV Le Terrible |
|                                      |                              |                              |                              |                              |                              |  |  |                                        |                                        |                                        |                                        |                                        |                                        |  |  |                     |                     |                     |                     |                     |                     |
| Fédor Nikititch Romanov              |                              |                              |                              |                              |                              |  |  |                                        |                                        |                                        |                                        |                                        |                                        |  |  |                     |                     |                     |                     |                     |                     |
|                                      |                              |                              |                              |                              |                              |  |  |                                        |                                        |                                        |                                        |                                        |                                        |  |  |                     |                     |                     |                     |                     |                     |
| Michel 1er Romanov                   |                              |                              |                              |                              |                              |  |  |                                        |                                        |                                        |                                        |                                        |                                        |  |  |                     |                     |                     |                     |                     |                     |